# Saba Mamazaschwili
Saba Mamazaschwili (georgisch საბა მამაცაშვილი; * 23. August 2002 in Tiflis) ist ein georgischer Fußballspieler. Der Abwehrspieler steht seit 2024 bei IK Sirius in der Allsvenskan unter Vertrag.

## Sportlicher Werdegang
Mamazaschwili entstammt der Jugend des FC Iberia 1999 Tiflis, der seinerzeit unter dem Namen FC Saburtalo Tiflis firmierte. 2021 debütierte er für den Klub in der Erovnuli Liga und kam in den folgenden Jahren unregelmäßig zum Einsatz. Im Verlauf der Spielzeit 2023 wurde er daher an den Lokal- und Ligarivalen FC Gagra Tiflis verliehen und erzielte dort in 15 Ligaspielen vier Tore, als er mit dem Klub den Klassenerhalt schaffte. Parallel spielte er sich in den Kreis der georgischen U-21-Auswahlmannschaft, nachdem er zuvor bereits für weitere Auswahlmannschaften aufgelaufen war.
Im August 2024 wechselte Mamazaschwili zum schwedischen Klub IK Sirius, beim Erstligisten unterzeichnete er einen bis Juni 2029 gültigen Fünf-Jahres-Vertrag. Unter Trainer Christer Mattiasson schwankte er in den abschließenden Spielen der Spielzeit 2024 zwischen Startelf und Ersatzbank. Parallel schaffte er mit der U-21-Mannschaft Georgiens die Qualifikation für die U-21-Europameisterschaft 2025. In der Vorbereitung zur Spielzeit 2025 etablierte er sich als Stammspieler, rutschte mit dem Klub jedoch in den Abstiegskampf. Im Sommer gehörte er bei der U-21-EM-Endrunde zum Kader, kam aber unter Cheftrainer Ramas Swanadse erst im abschließenden Gruppenspiel gegen Portugal als Einwechselspieler für Irakli Asarowi zum Endrundendebüt, als er bei der das Ausscheiden bedeutenden 0:4-Niederlage nach einem Platzverweis für Lascha Odischarja die Defensive stabilisieren sollte.